# Vicent Porqueres Argany
Vicent Porqueres Argany, Cabassers, 16 de juliol de 1898 - Tarragona, 19 d'octubre de 1939, fou batlle republicà de Cabassers un cop iniciada la Guerra Civil espanyola.

## Participació als fets del sis d'octubre de 1934
Porqueres fou president del Comitè revolucionari que s'apoderà de l'Ajuntament de Cabassers el 6 d'octubre de 1934. A les onze de la nit d'aquella data, el caporal del sometent Antoni Sans Ferré va rebre ordres per escrit del caporal del sometent del districte per tal que declarés la República Catalana a Cabassers. Sans va reunir la junta directiva del Comitè Republicà, i acompanyant el president d'aquest comitè, Ramon Ferré i Pasqual, anaren a cercar el batlle, li comunicaren que s'havia declarat l'Estat català i el citaren a la casa de la vila. A la una de la matinada del 7 d'octubre Sans i Ferré es presentaren a l'Ajuntament acompanyants d'una seixantena d'homes, i invitaren l'alcalde i els regidors a fer lliurament de l'Ajuntament al comitè polític. L'alcalde hi accedí, i es nomenà una comissió de la qual formà part Vicent Porqueres com a president, i August Vilalta, Joan Massip, Ramon Ferré, Josep Carnassa i Josep Vilalta com a vocals. Aixecaren acta d'aquesta substitució i feren fer un pregó informant el veïnat. A dos quarts de quatre de la matinada el caporal Anton Sans i Ferré va rebre l'ordre dels sometents de Falset de recollir armes i explosius per a armar els sometentistes locals. L'Ajuntament feu un ban pel qual donava deu minuts perquè li fossin lliurades les armes que tinguessin els particulars, per tal de formar la milícia, cosa que trigà tres hores a fer-se. A dos quarts d'una del migdia, en veure que la situació restava calmada, es tornaren les armes als seus propietaris. Per aquests fets Vicent Porqueres fou jutjat en un consell de guerra el 30 de desembre de 1934, que el sentencià a un any de presó. Els altres membres de la comissió que s'apoderà de l'Ajuntament foren condemnats, també a un any de presó Jaume Massip i Letxa, i a sis mesos i un dia August Vilalta i Carnassa, Antoni Sans i Ferré, Joan Massip i Massip, Ramon Ferré i Pasqual, Josep Carnassa i Queralt, i Josep Vilalta i Bartolomé. Es té constància que com a mínim el 24 d'octubre de 1934 Porqueres, juntament amb tots els altres membres del Comitè revolucionari, ja estaven detinguts i empresonats al vapor Manuel Arnús, al port de Tarragona.

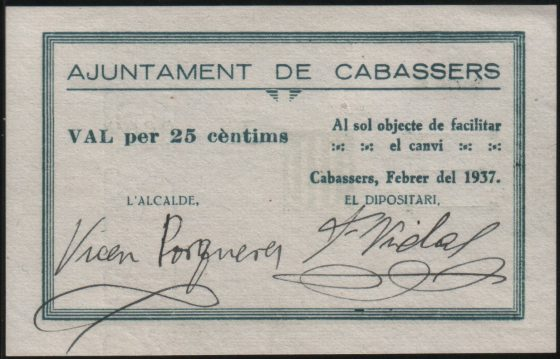
Bitllet local de Cabassers, emès el febrer de 1937, amb un valor de 25 cèntims i la signatura de Vicent Porqueres com a batlle.

## Guerra Civil
Un cop iniciada la Guerra Civil espanyola, Porqueres fou batlle republicà de l'Ajuntament de Cabassers. La seva signatura consta a les emissions monetàries locals d'aquell municipi, fetes el febrer de 1937, amb un total de 3.250 pessetes en bitllets de 25 cèntims, 50 cèntims i 1 pesseta.

## Presó i execució
Acabada la guerra civil fou detingut i sotmès a un consell de guerra, celebrat al jutjat de Falset a les 11 del matí del 19 de juny de 1939, que acabà amb una sentència de mort. Fou empresonat a la presó de Pilats de Tarragona i afusellat pel règim franquista a la mateixa ciutat el 19 d'octubre de 1939.